# Kroyo Kulon
Kroyo Kulon is een bestuurslaag in het regentschap Purworejo van de provincie Midden-Java, Indonesië. Kroyo Kulon telt 846 inwoners (volkstelling 2010).